# Magnepan

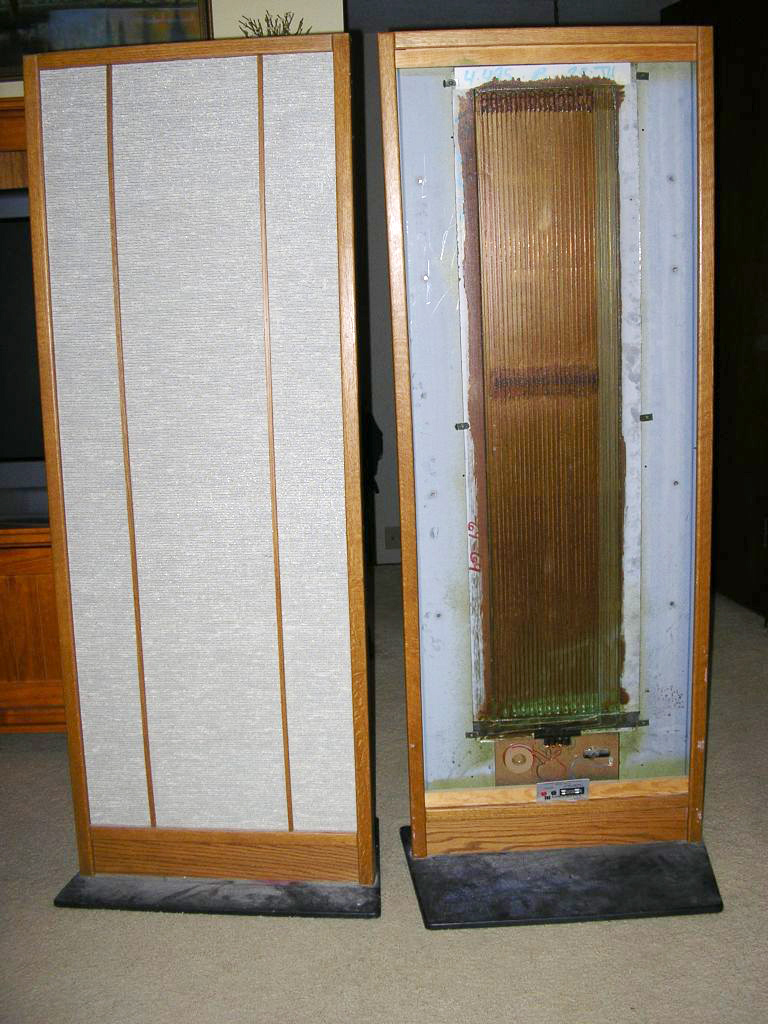
Un paio di Magneplanar MG-I, 1976

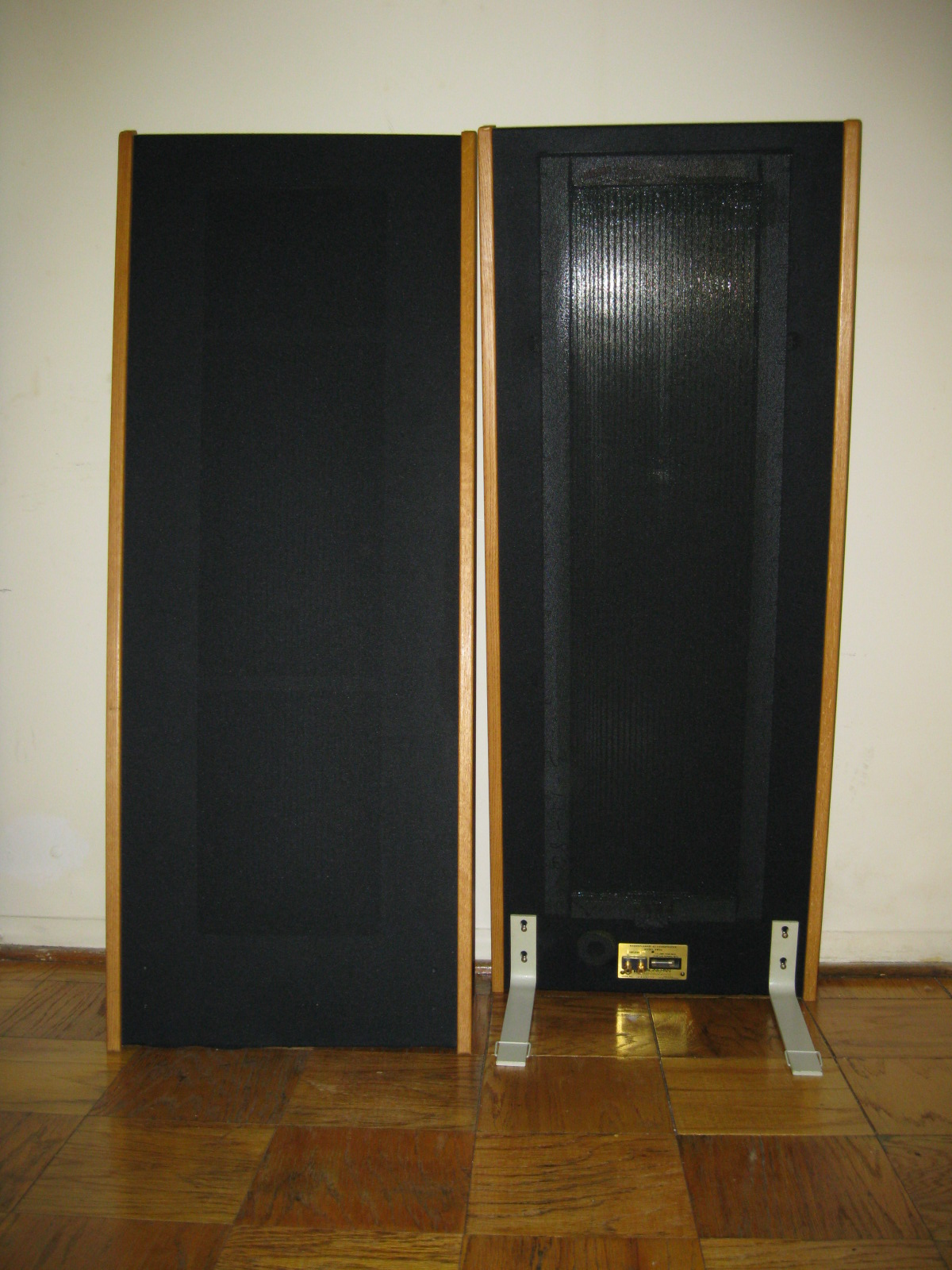
Un paio di SMGa Magneplanar, 1986

Magnepan è un'azienda statunitense produttrice di diffusori acustici venduti con il marchio Magneplanar, ha sede in White Bear Lake, una piccola cittadina del Minnesota.

## Storia
La tecnologia adottata e brevettata, inventata dal fondatore Jim Winey nel 1969, risultò profondamente innovativa rispetto alla tecnologia tradizionale in uso tuttora, consistente in trasduttori con membrana a cono montati dentro una scatola. Il sistema di Jim Winey, definito isoplanare, migliorato negli anni nei materiali, tecnologicamente è rimasto simile ai primi modelli commercializzati. Coinvolge tutti e tre i trasduttori di un diffusore, (woofer, midrange e tweeter), per i primi due, consiste in una bobina mobile costituita da un lungo filo di alluminio incollato sulla superficie di un sottile foglio di mylar posto in un campo magnetico, generato da una griglia di magneti permanenti fissi. Concettualmente il sistema equivale ad un altoparlante tradizionale, la differenza consiste nell'applicare il segnale elettrico sull'intera superficie piatta dell'elemento vibrante.
I vantaggi del sistema, oltre ovviamente al contenutissimo ingombro in profondità del diffusore, dall'aspetto di un pannello dello spessore di pochi cm, risiedono soprattutto nella superiore qualità di riproduzione, dovuto alla grande e leggera superficie vibrante, la quale riesce a seguire velocemente e in modo uniforme le variazioni del segnale elettrico applicato. Gli svantaggi di questo sistema consistono nella bassa sensibilità, che unita al valore di impedenza d'ingresso di 4 ohm rispetto al più diffuso valore di 8 ohm, comporta l'impiego di amplificatori di buona potenza, comunque facilitati nel pilotare questa tipologia di altoparlante, dato il modulo di impedenza puramente resistivo della bobina a qualunque frequenza, posizionata con andamento a greca sulla membrana vibrante. In campo audiofilo vi sono divergenze di opinione sulla necessità di aggiungere un subwoofer da integrare nel sistema per supplire la non estesissima escursione alle frequenze più basse, inoltre, se installate in ambiente piccolo può sorgere un problema di posizionamento, infatti per ottenere la restituzione migliore della scena acustica originale, i diffusori necessitano di avere posteriormente un notevole volume d'aria, pertanto, da tenere abbastanza scostati della parete di fondo.
Anche i tweeter installati nei sistemi a tre vie dei diffusori magneplanar, differiscono dai normali tweeter a cono o a cupola; sono costituiti da un nastro in alluminio dello spessore di pochi micron, largo un quarto di pollice e lungo molti decimetri, posizionato anch'esso tra magneti permanenti. Negli anni, la gamma di modelli prodotti si è estesa anche verso fasce di prezzo più basse, realizzando sistemi a due vie di ridotte dimensioni, concorrenziali nel prezzo con i modelli tradizionali; un modello ha dimensioni tali per poter essere adottato per l'audio di un personal computer su scrivania. Per gli audiofili in grado di intervenire manualmente in piccole riparazioni, il costruttore mette a disposizione dei kit di materiali atti a riparare da sé la propria coppia di diffusori che si fosse deteriorata nel tempo.

## Modelli
| Modello          | Tipo          | Tecnologia                               | Risp. in freq.       | Sensibilità          | Impedenza | Dimensioni              | Anno           |
| ---------------- | ------------- | ---------------------------------------- | -------------------- | -------------------- | --------- | ----------------------- | -------------- |
| Magneplanar MMG  | Floor Stander | 2-Way / Quasi-Ribbon Planar-Magnetic     | 50 Hz-24 kHz +/- 3db | 86db / 500Hz / 2.83v | 4 ohm     | 14.5 x 48 x 1.25 inches | 1995 - Present |
| Magneplanar 1.7  | Floor Stander | 3-Way, Full-Range, Quasi-Ribbon          | 40 Hz-24 kHz         | 86db / 500Hz / 2.83v | 4 ohm     | 19 x 65 x 2 inches      | 2010 - Present |
| Magneplanar 3.7i | Floor Stander | 3-Way, Full-Range, Ribbon Tweeter        | 35 Hz-40 kHz         | 86db / 500Hz / 2.83v | 4 ohm     | 24 x 71 x 1.625 inches  | 2013 - Present |
| Magneplanar 20.7 | Floor Stander | 3-Way / Ribbon Tweeter - Planar-Magnetic | 25 Hz-40 kHz         | 86db / 500Hz / 2.83v | 4 ohm     | 29 x 79 x 2.062 inches  | 2011 - Present |